# Guy-Roland Niangbo Nassa
Guy-Roland Niangbo Nassa est un footballeur ivoirien né le 21 mai 1986 à Abidjan. Il joue actuellement à Marseille Consolat au poste d'attaquant.

## Biographie
Après un passage convaincant à Luzenac en National et une première saison prometteuse au FC Istres en Ligue 2, des examens médicaux à l'intersaison 2013 lui décèlent un problème cardiaque. Il s'entraînera alors seul durant toute la saison 2013-2014, le FC Istres ne voulant pas prendre de risque avec sa santé. Lors de la trêve estivale 2014, il passe des essais et s'entraîne avec son ancien club, Luzenac. Finalement, le 9 octobre 2014, Guy-Roland fait son retour dans l'effectif istréen, alors en National et reprend ainsi le fil de sa carrière à 28 ans. Il rejoint l'US Boulogne le 28 janvier 2015 pour un contrat de 18 mois.

## Carrière
- 2005 : Toumodi FC
- 2005-2006 : ROC Charleroi-Marchienne  (D3, 29 matchs, 18 buts)
- 2006-2007 : ROC Charleroi-Marchienne  (D3, 27 matchs, 12 buts)
- 2007-2008 : ROC Charleroi-Marchienne  (D2, 33 matchs, 11 buts)
- 2008-2009 : SC Bastia  (L2, 15 matchs)
- 2009-déc. 2011 : SC Bastia  (L2, 21 matchs, 2 buts)
  - jan. 2011-déc. 2011 : AFC Tubize  (prêt)
- jan. 2012-2012 : US Luzenac  (National)
- 2012-jan. 2015 : FC Istres  (L2)[3],[4]
- jan. 2015 : US Boulogne  (National)